# Dillingham
Dillingham – miasto w Stanach Zjednoczonych, położone w południowo-zachodniej części stanu Alaska, w okręgu niezorganizowanym. Według danych na rok 2010 miasto liczy 2329 mieszkańców. Jest siedzibą obszaru spisowego Dillingham. 

## Historia
Teren wokół dzisiejszego miasteczka Dillingham był zamieszkany przez ludzi eskimoskiego plemienia Yup'ik od tysiącleci.
W 1881 roku, po zakupieniu od Rosji terenów stanu Alaski przez Stany Zjednoczone, United States Signal Corps zbudowało stację pogodową w Nushagak (miasteczko położone po drugiej stronie rzeki od dzisiejszego miasteczka Dillingham).
W 1883 roku, po drugiej stronie rzeki od miejsca gdzie dzisiaj położone jest Dillingham, w miasteczku nazwanym wówczas Kanulik, The Arctic Packing Company zbudował pierwszą fabrykę konserw rybnych w rejonie dzisiejszego okręgu Bristol Bay. Do 1903 roku w tym rejonie na terenach nadrzecznych powstało łącznie 10 przedsiębiorstw zajmujących się przetwórstwem rybnym, w tym 4 w granicach obecnego miasta Dillingham. Produkowały one łącznie milion puszek łososia rocznie. Większość z tych fabryk została jednak zamknięta z powodu erozji wybrzeża i zamulenia rzeki. Na ich zamknięcie znacząco wpłynęła także zmiana upodobań konsumenckich (większe zapotrzebowanie na mrożonego łososia).
Współcześnie przemysł miasta Dillingham opiera się na połowach i przetwórstwie łososia, śledzia i owoców morza.

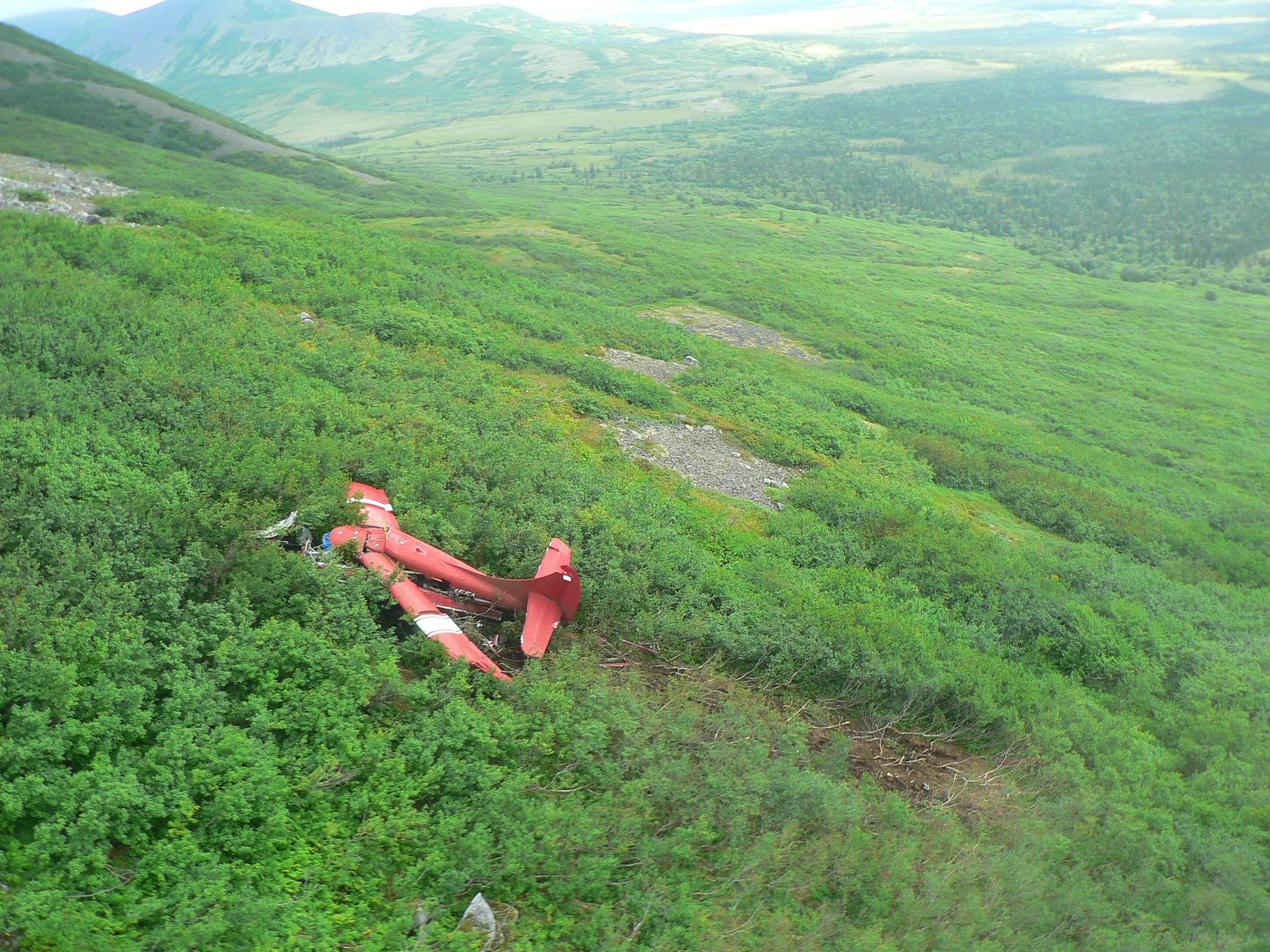
Wrak samolotu (9 sierpnia 2010)

9 sierpnia 2010 roku, w pobliżu Dillingham doszło do katastrofy lotniczej. Z powodu mgły i ograniczonej widoczności, samolot De Havilland Canada DHC-3 Otter uderzył w zbocze wzgórza, w wyniku czego zginęło 5 osób (jedną z nich był polityk amerykański, wieloletni senator republikański ze stanu Alaska w latach 1968−2009, Ted Stevens).

## Demografia
Według spisu z 2000 roku w Dillingham mieszkało 2466 osób prowadzących 884 gospodarstw domowych, stanowiących 599 rodzin. Gęstość zaludnienia wynosiła wówczas 28,3 osób/km². W mieście zbudowanych było 1000 budynków mieszkalnych (średnia gęstość zabudowań mieszkalnych to 11,5 domu/km²). 
Spośród 884 gospodarstw domowych: 
- 41,3% zamieszkują rodziny z dziećmi poniżej 18. roku życia
- 47,4% stanowią małżeństwa mieszkające razem
- 15,3% stanowią kobiety nie posiadające męża
- 32,2% stanowią osoby samotne

27,6% wszystkich gospodarstw domowych składa się z jednej osoby, a 4,2% osób żyjących samotnie jest w wieku 65 lat lub starszych. Średnia wielkość gospodarstwa domowego wynosi 2,75 osoby, a średnia wielkość rodziny to 3,37 osoby. 
Średni roczny dochód dla gospodarstwa domowego w Dillingham wynosi 51 458 dolarów, a średni roczny dochód dla rodziny wynosi 57 417 dolarów. Średni roczny dochód mężczyzn to 47 266 dolarów, zaś kobiet to 34 934 dolary. Dochód roczny na osobę w mieście wynosi 21 537 dolarów. Około 10,1% rodzin, a zarazem 11,7% ludności żyje poniżej granicy ubóstwa, w tym 14,4% osób w wieku poniżej 18 lat. 

### Wiek mieszkańców
Podział mieszkańców ze względu na wiek: 
- <18 − 34,6%
- 18-24 − 6,6%
- 25-44 − 30,6%
- 45-64 − 23,2%
- >65− 5,0%

Średnia wieku mieszkańców: 33 lata. 
Na każde 100 kobiet przypada 106,7 mężczyzn (zaś na 100 kobiet powyżej 18. roku życia przypada 102,5 mężczyzn). 

### Rasa mieszkańców
Podział mieszkańców ze względu na rasę: 
- rasa biała - 35,60%
- rasa czarna lub Afroamerykanie - 0,65%
- rdzenni mieszkańcy Ameryki - 52,55%
- inna rasa - 0,61%
- ludność dwóch lub więcej ras - 9,41%
- Hiszpanie lub Latynosi - 3,49%

## Geografia
Według danych statystycznych U.S. Census Bureau miasto zajmuje powierzchnię 92 km², z czego 87 km² stanowią lądy, a 5,4 km² (5,93%) to wody.